# Amby (Maastricht)
Pour les articles homonymes, voir Amby.
Amby, en limbourgeois et maastrichtois Amie, est un quartier de la ville néerlandaise de Maastricht, situé dans l’arrondissement nord-est. Amby compte environ 6 300 habitants.
La chaîne de télévision et radio régionale L1 a son siège dans ce quartier.

## Toponymie
Le nom d'« Amby » viendrait du mot celte « ambiacum » qui viendrait lui-même du nom propre « Ambios ».

## Géographie
Le quartier d'Amby est situé dans le nord-est de la commune de Maastricht.

## Histoire

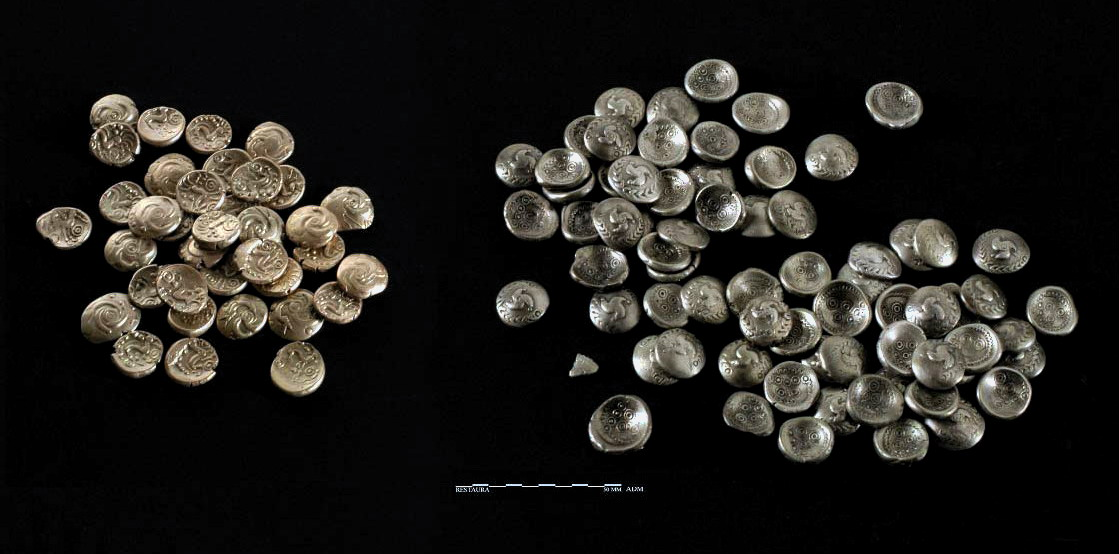
Trésor celte d'Amby composé de pièces d'or et d'argent.

Jusqu'au 1er juillet 1970, Amby était une ville indépendante. Elle fut ensuite intégrée, avec Heer, Itteren et Borgharen, à la ville de Maastricht en tant que nouveau quartier. Une petite partie du territoire de l’ancienne municipalité a cependant été transféré à celui de Meerssen.
En 2008, un trésor comprenant des pièces, de type bols d'arc-en-ciel, du Ier siècle av. J.-C. a été trouvé à Amby. Elles sont attribuées aux Éburons.

## Culture et patrimoine

### Monuments
L'église Sainte-Walburge a été construite en 1866 selon les plans de Carl Weber. L'église originale, de style néo-gothique, a été agrandi en 1927 avec un nouveau chœur et le transept. En 1957, de nouveaux bas-côtés furent ajoutés. L'église a remplacé un édifice plus ancien, dont les images et gravures anciennes ont été conservés.
Il y a quelques château à Amby tel que le château Geusselt, la Maison Severen et le Withuishof. Une partie du quartier fait partie de la zone immobilière de Maastricht-Meerssen.

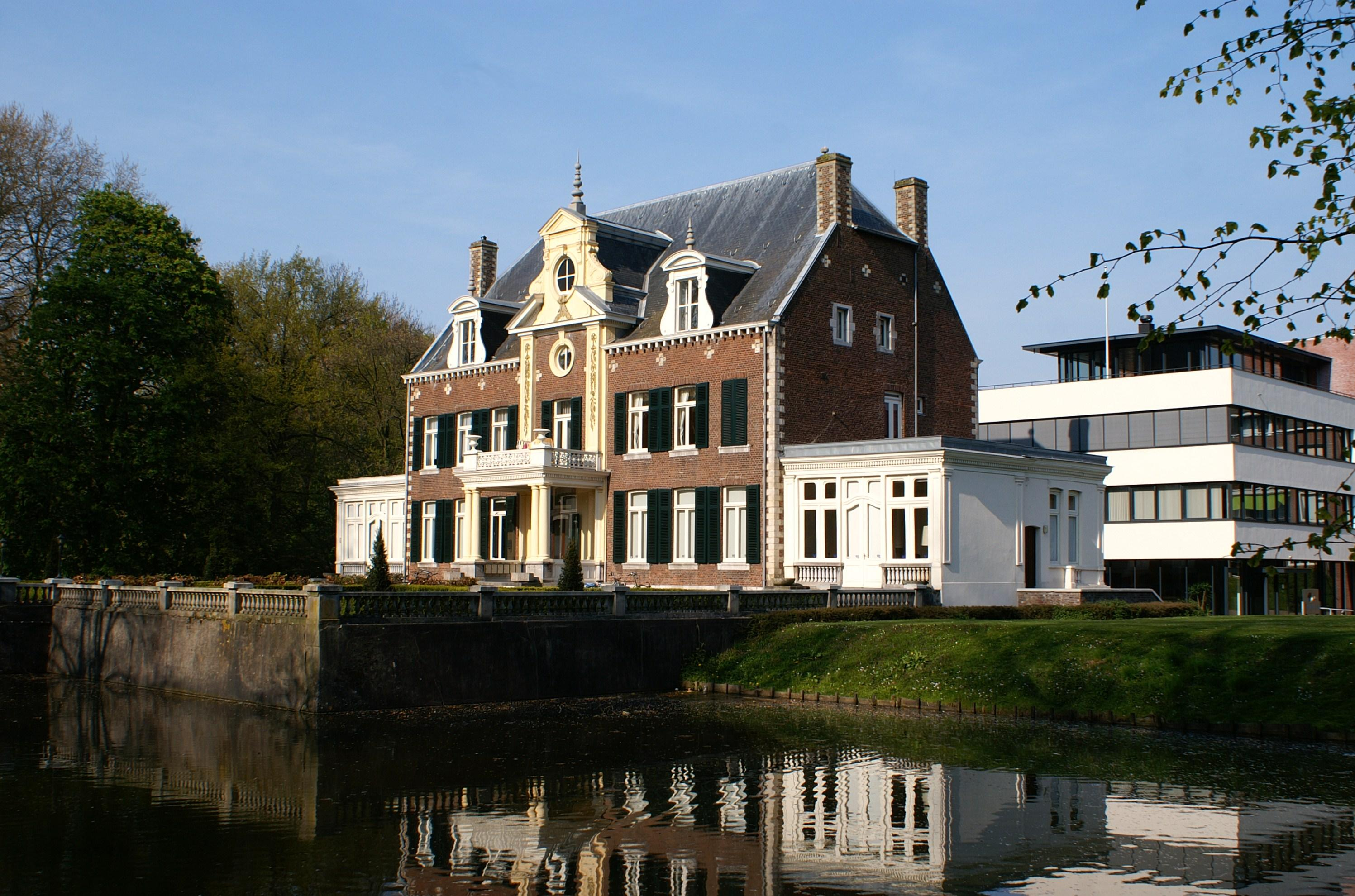
Maison Severen
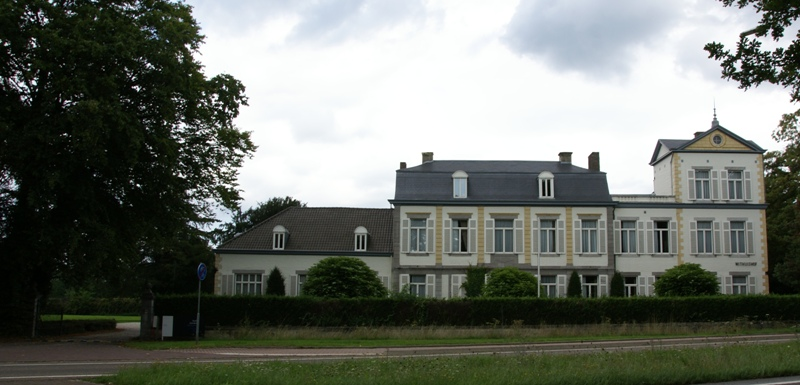
Withuishof

### Dialecte
Un sociolecte du maastrichtois est présent à Amby, l'amies.

## Sources
- (nl) Cet article est partiellement ou en totalité issu de l’article de Wikipédia en néerlandais intitulé « Amby » (voir la liste des auteurs).

## Compléments